# BTE 3–5 (Zweitbesetzung)
Die Tenderlokomotiven BTE 3II–5II wurden 1918 und 1919 von der Lokomotivfabrik Jung in Kirchen (Sieg) für die Bröltalbahn gebaut.
Die Maschinen waren bis zum Ende des Dampflokomotivbetriebes auf dieser Strecke eingesetzt und wurden dann ausgemustert sowie verschrottet.

## Geschichte
Die Lokomotiven waren die ersten größeren Lokomotiven mit dem Gölsdorf-Achsensystem sowie mit Heißdampf bei der Bröhltalbahn. Schon vor dem Ersten Weltkrieg waren die Lokomotiven BTE 6 bis 13 an ihrer Leistungsgrenze angelangt. Erst nach Kriegsende wurde die Beschaffung einer neuen Lokomotive geplant. 1918 wurde die erste Lokomotive geliefert, die die Nummer 3 in zweiter Belegung erhielt, 1919 folgten zwei weitere, die 4 und 5 mit zweiter Belegung bezeichnet wurden.
Die Lokomotiven bewährten sich sehr gut und wurden im Personen- sowie Güterzugdienst eingesetzt. Sie blieben bis Ende der 1950er Jahre im Einsatz. Die 4 wurde im Jahr 1959, die beiden anderen 1960 ausgemustert.

## Technik
Der Blechrahmen der Lokomotiven war vorne als Wasserkastenrahmen ausgebildet. Zusätzlich waren seitliche Wasserkästen vorhanden, die Kohlen wurden hinter dem Führerhaus gebunkert. Im Rahmen waren die Achsen gelagert, die erste besaß ein seitliches Spiel nach dem Konstruktionsprinzip Karl Gölsdorf, die dritte Achse war die Treibachse.
Der leistungsfähige Kessel bestand aus zwei Schüssen. Auf dem ersten Schuss saß der Dampfdom, auf dem zweiten der Sandkasten. Pro Triebwerksseite waren zwei Sandfallrohre vorhanden, sie sandeten die Treibachse von vorn und hinten. Der Kessel besaß einen Kleinrohrüberhitzer mit 76 Heizrohren mit einer Länge von 2.500 mm. Gespeist wurde er von zwei Strahlpumpen Bauart Strube. Die Heusinger-Steuerung wirkte auf die dritte Kuppelachse und wurde von Zylindern mit Kolbenschieber angetrieben. Die außen an den Zylindern angebrachten Luftsaugventile waren Tellerventile nach Patent Jung.
Das Läutewerk war entweder zwischen Dampf- und Sanddom oder vor dem Schornstein platziert. Die Schmierung der Kolben und Schieber der Dampfmaschine erfolgte mit einer Ölpumpe von Friedmann, außerdem besaßen die Lokomotiven einen Wasserheber.